# Argemone pinnatisecta
Argemone pinnatisecta är en vallmoväxtart som först beskrevs av G.B.Ownbey, och fick sitt nu gällande namn av S.D.Cerv. och C.D.Bailey. Argemone pinnatisecta ingår i släktet taggvallmor, och familjen vallmoväxter. Inga underarter finns listade i Catalogue of Life.

## Bildgalleri

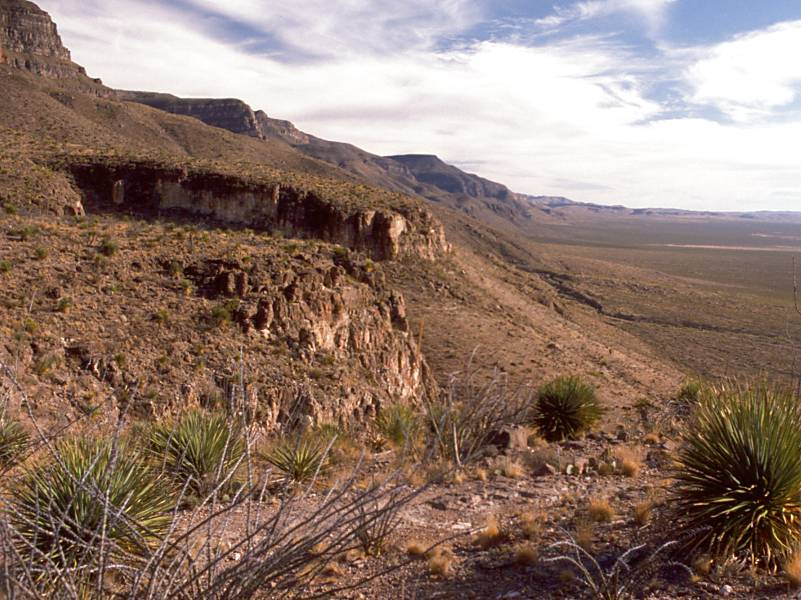